# フィッシャー投影式

フィッシャー投影式で表したD-グルコース

フィッシャー投影式（フィッシャーとうえいしき、英: Fischer projection）は、不斉炭素についての絶対立体配置を表現するために使われる構造式である。1891年にエミール・フィッシャーが糖類の立体配座を表現するために初めて使用した。

## 概要
フィッシャー投影式は以下のようにして構築される。
1. 注目している不斉炭素の4つの置換基への結合が前後左右に向くように分子模型を置く（注目している炭素原子が異なるたびに、置き方を変更する）。
2. この時、左右方向へ出ている結合は上向きに、前後方向へ出ている結合は下向きに出るようにする。
3. この形で下に向かって投影した分子の形がフィッシャー投影式となる。

初めに分子を置く方向により、同じ意味でありながらいくつか異なるフィッシャー投影式が得られる。最初に分子を置く方向を投影する方向を軸にして180度回転させると、フィッシャー投影式も180度回転した形になる。また、分子を置いた後に不斉炭素と1つの置換基の結合を120度回転させると、フィッシャー投影式は回転軸になった置換基の位置をそのままとして、残り3つの置換基の位置がすべて元と違うように入れ替えたものとなる。これらのフィッシャー投影式はすべて同じ立体配座を意味する。
逆に、フィッシャー投影式を90度回転させたり、2つの置換基を入れ替えたりした場合、そのフィッシャー投影式はその不斉炭素について逆の絶対立体配置を持つ化合物を示す。複数の不斉炭素を持つ化合物については、それぞれの不斉炭素についてこの手続きを行い、矛盾が無いようにそれらをつなぎ合わせることでフィッシャー投影式を構築する。
なお、はじめてフィッシャーが糖類の立体配置を示した当時には、絶対立体配置を知る方法は存在しなかった。そのため、フィッシャーは可能性のある2つの配置のうちの片方を便宜的に採用した。1951年にヨハネス・バイフットがX線結晶構造解析によって、このフィッシャーの選択が正しかったことを示した。